# Nazionale femminile di pallavolo della Scozia
La nazionale femminile di pallavolo della Scozia è una squadra europea composta dalle migliori giocatrici di pallavolo della Scozia ed è posta sotto l'egida della Federazione pallavolistica della Scozia.

## Risultati

### Competizioni CEV
| 2000 | non qualificata | -            |
| 2002 | non qualificata | -            |
| 2004 | 4º posto        | Convocazioni |
| 2007 | 5º posto        | Convocazioni |
| 2009 | non qualificata | -            |
| 2011 | non qualificata | -            |
| 2013 | 3º posto        | Convocazioni |
| 2015 | 2º posto        | Convocazioni |
| 2017 | 4º posto        | Convocazioni |
| 2019 | 2º posto        | Convocazioni |
| 2022 | 1º posto        | Convocazioni |
| 2023 | 2º posto        | Convocazioni |
| 2024 | 1º posto        | Convocazioni |